# Theodor Penners
Theodor Penners (Kiel, 30 dicembre 1912 – Kiel, 5 marzo 1994) è stato uno storico e archivista tedesco.

## Famiglia
Theodor Penners era figlio di Wilhelm Penners (* 29 luglio 1880 ad Aquisgrana; † 30 ottobre 1957 ad Hannover), architetto governativo nella guarnigione della Marina imperiale a Kiel (1913). Nel 1945 Penners sposò ad Hannover Hedwig Barbara Ellwart, storica che pubblicò indipendentemente e come coautrice del marito. La coppia ebbe due figli: Ursula (* 1946) e Bernd-Michael (* 1948).

## Biografia
A partire dal 1832, Theodor Penners studiò storia e geografia tedesca all'Università di Friburgo in Brisgovia, a Monaco e a Königsberg. Nel 1938 completò il dottorato a Königsberg con una dissertazione intitolata Untersuchung über die Stadtbewohner im Deutsch-Ordensland Preußen bis in die Zeit um 1400 (Studio degli abitanti delle città dell'Ordine Teutonico di Prussia fino al periodo intorno al 1400), che realizzò sotto la supervisione di Friedrich Baethgen . Allo stesso tempo, superò l'esame di stato per l'abilitazione all'insegnamento nei ginnasi. Dopo aver prestato servizio nella Wehrmacht ed essere stato ferito a Stalingrado, nel 1943 Penners fu nominato archivista di Stato in formazione. Dal 1945 Penners  ultimò il tirocinio ad Hannover e nel 1952 è stato trasferito a Wolfenbüttel come assistente archivista. Il 7 settembre 1956 entrò a far parte dell'Archivio di Stato di Osnabrück, di cui assunse la direzione nel 1965 fino al pensionamento nel 1977. Penners fu segretario della Società storica di Osnabrück dal 1958 e suo presidente dal 1969 al 1981.
Penners pubblicò più di 60 titoli singoli. Si concentrò sulle regioni della regione di Osnabrück e dell'Emsland. Si interessò, inoltre, delle migrazioni nel Medioevo e nel primo periodo moderno, a partire dalla sua tesi di laurea. Il suo patrimonio è conservato presso il Dipartimento di Osnabrück dell'Archivio di Stato della Bassa Sassonia (Erw. A66).

## Onorificenze
- Theodor Penners fu nominato membro della Commissione storica per la Westfalia, della Commissione storica per la Bassa Sassonia e Brema e della Commissione storica per la ricerca regionale della Prussia orientale e occidentale;
- 1984: Croce al Merito su Nastro dell'Ordine al Merito della Bassa Sassonia;
- 1990: Medaglia Justus Möser, la più alta onorificenza conferita dalla città di Osnabrück.

## Scritti (selezione)
- Günther Wrede zum Gedächtnis. In: Osnabrücker Mitteilungen, 1977, 83, S. IX–XV.
- Die falsche Prinzessin Charlotte Christine von Wolfenbüttel (Mit zwei Smriftproben). In: Braunschweigisches Jahrbuch. 35. 1954. Braunschweig, S. 156–163 (tu-braunschweig.de).